# Сучжоу Дунъу
«Сучжоу Дунъу» (кит. упр. 苏州东吴) — китайский футбольный клуб из города Сучжоу, провинция Цзянсу, выступающий в в первой лиге Китая. Домашним стадионом команды является стадион Куньшань вместимостью 30 тыс.человек.

## История
История создания клуба относится к 29 мая 2008 года, когда была создана любительская команда Сучжоу Цзиньфу Нью Материалс (кит. упр. 苏州锦富新材). Является одним из самых успешных команд в любительской лиге. В 2015 году команда достигла финального раунда на Востоке среди любителей. В этом же году команда выиграла местный дивизион. С 2016 года клуб получил профессиональный статус и был заявлен для участия в третьем дивизионе чемпионата Китая. Перед началом сезона 2018 года команда провела ребрендинг, сменив логотип и цвета клуба.
В сезоне 2019 года команда заняла четвёртое место в третьем дивизионе и не могла рассчитывать на повышение в классе, однако из-за роспуска клуба «Сычуань Лонгфор» клуб из Сучжоу клуб получил возможность выступать во втором по значимости дивизионе Китая в сезоне 2020 года. 

## Изменение логотипа
- 2015
- 2016—2017
- 2018—н. в.

## Изменение названия
- Сучжоу Цзиньфу 2012—2015
- Сучжоу Дунъу 2016—н. в.